# Metti un lento
Metti un lento è il singolo pubblicato l'8 novembre 1995 per la NAR International con cui Annalisa Minetti assieme ai Perro Negro partecipa a Sanremo Giovani 1995.

## Descrizione
La terza edizione televisiva del concorso Sanremo Giovani si è svolta al Teatro Ariston di Sanremo il 7 e l'8 novembre 1995; è stata presentata da Pippo Baudo con la partecipazione di Luana Ravegnini e trasmessa da Rai 1 e Rai Radio 1. 
Metti un lento non riesce a rientrare nella rosa dei brani che avranno accesso al Festival di Sanremo 1996.
Anni dopo, più precisamente nel 2009, il brano verrà inserito nell'album di Annalisa Minetti Questo piccolo grande amore.

## Tracce
1. Metti un lento (Radio Edit) – 3:48 (Depsa, Enzo Miceli, Gianluca Misiti, Giuseppe Andreetto)
2. Metti un lento (Versione Prastattri) – 3:48 (Depsa, Enzo Miceli, Gianluca Misiti, Giuseppe Andreetto)
3. Metti un lento (Base) – 3:48 (Depsa, Enzo Miceli, Gianluca Misiti, Giuseppe Andreetto)

Durata totale: 11:24

## Musicisti
- Annalisa Minetti: cantante[3]
- Moreno Ferrara, Paola Folli, Silvio Pozzoli, Stefano De Maco: Backing Vocals
- Emanuele Misiti: basso
- Piero Monterisi: batteria
- Cesareo: chitarra